# Велобол

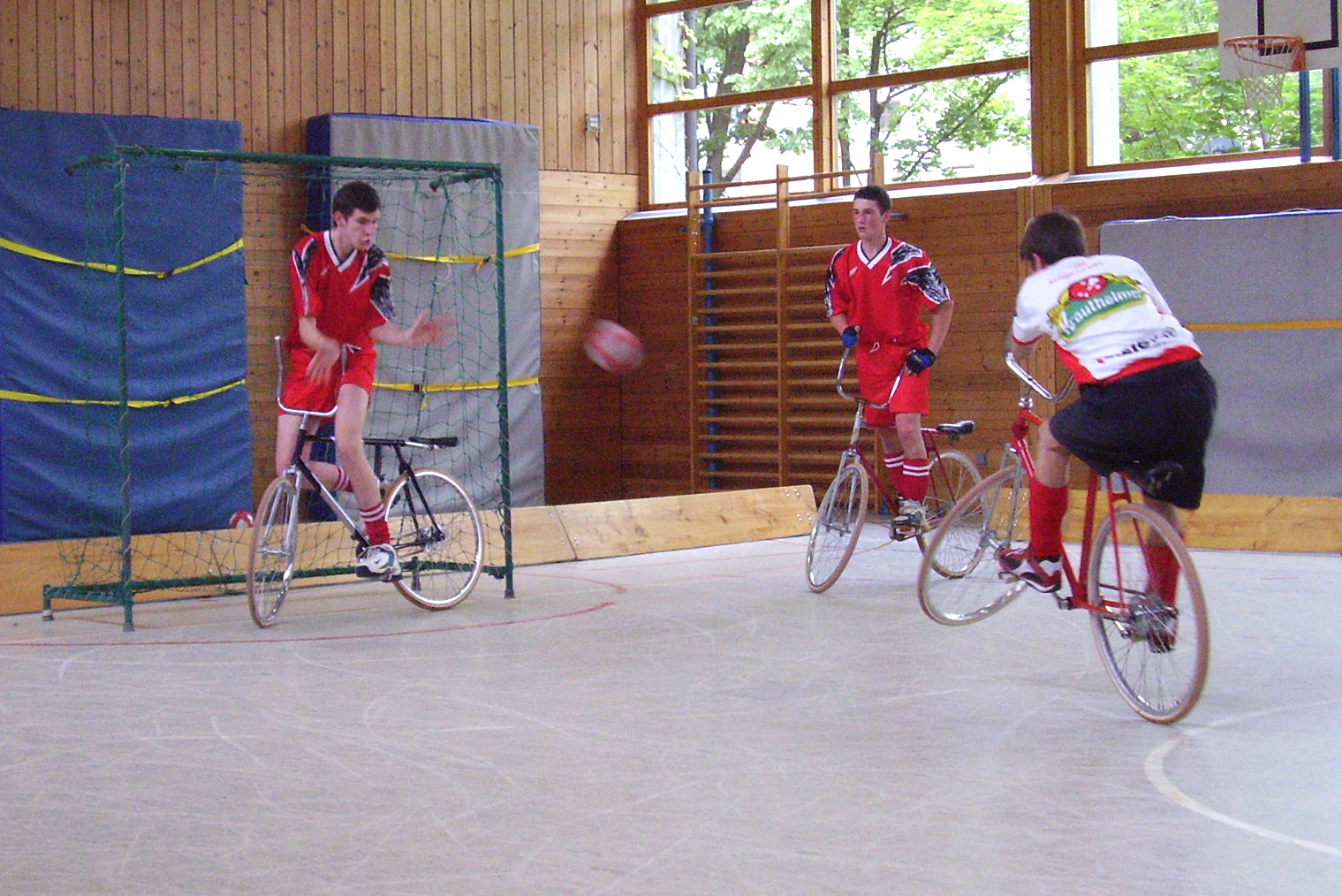
Велобол (2 х 2). Виконання 4-метрового пенальті.

Велобóл — двостороння командна гра велосипедистів з м'ячем, мета якої — забити якнайбільше голів у ворота суперників.

## Загальні правила
Найпопулярніший різновид велоболу — спортзальний: по два гравці в команді на полі завбільшки 11 × 14 м, яке за лініями воріт має вільні для їзди доріжки й обгороджене 30-сантиметровими щитами. Розмір воріт 2×2 м. Штрафні майданчики — це півкруги з радіусом 2 м. У центрі поля є коло такого ж радіуса.
Гра триває: для юнаків (11 —17 років) — 2 тайми по 5 хвилин; для юніорів (до 19 років) — 2 тайми по 6 хвилин і для дорослих — 2 тайми по 7 хвилин.
Забити гол можна тільки переднім та заднім колесами, головою чи тулубом спортсмена. Гол не зараховують, якщо нападник зразу ж після удару доторкнеться поля ногою або ж якщо м'яч доторкнувся до захисника. Дозволяється атакувати гравця тільки з того боку, з якого він веде м'яч. Заборонено навмисно наїжджати на суперника, штовхати його, затримувати руками, спиратися на штангу й навмисно заклинювати м'яч у велосипеді, а також гучно розмовляти.
Якщо гравець доторкнувся підлоги чи штанги будь-якою частиною тіла, то він не має права доторкатися м'яча й мусить негайно виїхати за лінію воріт двома колесами (але не через штрафний майданчик), а тоді вже заїхати на поле й вести гру далі.
На штрафному майданчику може перебути тільки один гравець — команди, що захищається. Він може відбивати м'яч усім, навіть руками, але за умови, що обидва колеса його велосипеда — у штрафному майданчику. В іншому разі за гру рукою карають 4-метровим штрафним ударом.
У велоболі призначають кутові удари, вільні удари й 4-метрові пенальті. Останні — за порушення правил на своєму штрафному майданчику.
Коли матч закінчився внічию, дають додатковий 7-хвилинний тайм. Якщо за цей час не визначиться переможець, тоді призначають серію пенальті.
Судять матчі два лайнсмени біля воріт, секретар, хронометрист і головний арбітр. У того досить великі повноваження. За злісні порушення правил він має право видалити гравця. Тоді команді автоматично зараховують поразку. Якщо учасник травмувався і, згідно з висновком лікаря, упродовж 10 хвилин не може поновити гру, тоді команді, яка його травмувала, зараховують поразку — незалежно від рахунку матчу.
Є ще два різновиди велоболу:
- У команді 6 учасників. Грають на половині футбольного поля футбольним-таки м'ячем. Тепер такий різновид малопопулярний, а у двадцятих-тридцятих роках XX століття було інакше.
- У команді 5 учасників. Матч триває два тайми по 15 хв. на гандбольному полі. Бортики стоять тільки на бокових лініях. Є визначений на всю гру воротар, що в межах штрафного майданчика може відбивати м'яч руками. У тих же межах можуть перебувати ще два гравці команди, що захищається. Коли спортсмен дотикається підлоги, йому досить від'їхати більш як чотири метри від м'яча, щоб грати далі. Практикуються видалення на дві хвилини. Пробивають 7-метрові штрафні удари.

Цей різновид розвинувся з попереднього (6 х 6) у Німеччині 1970-х років і набув значного поширення.

## Спорядження

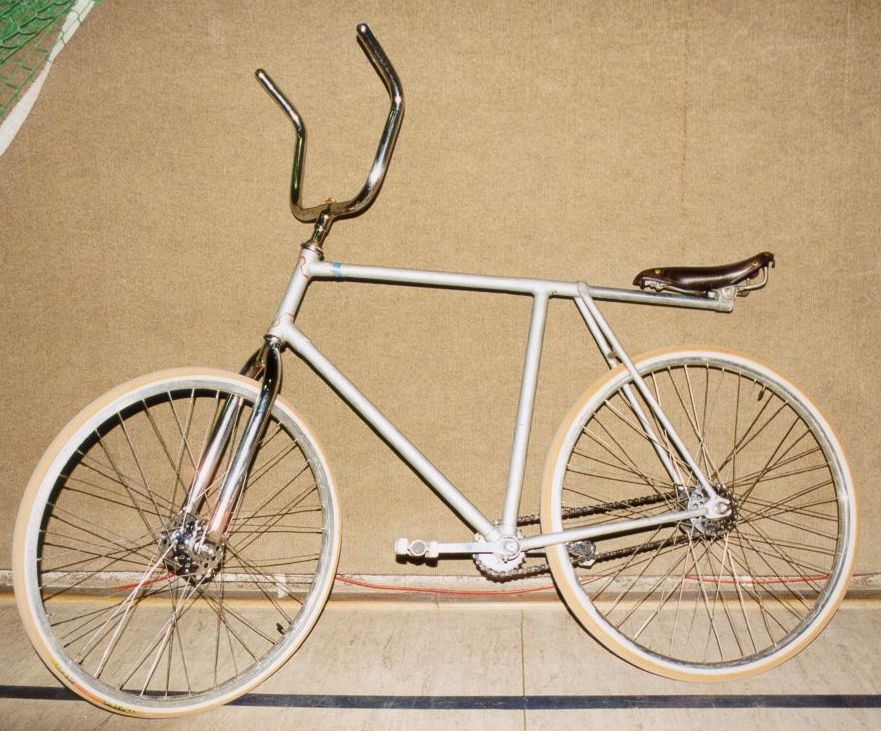
Велосипед для велоболу

Велобольний м'яч круглий, з поперечником 15—18 см, заповнений м'яким матеріалом — кінським волосом, лосячою шерстю, корком. Колись його вага становила 7,5 кг, а у 1920-х роках її зменшили до 500–600 г. Завдяки цьому гра стала динамічніша.
До спорядження гравця належать труси, футболка з короткими рукавами, борцівське чи боксерське взуття (можна й кеди), гетри і велосипед.
Велобольні велосипеди особливі: вони важать до 13 кг, на передньому зубчастому колесі 24 зубці, на задньому — 22. Діаметр переднього і заднього ходових коліс однаковий і не перевищує 645 мм. Óбід може бути дерев'яний чи металевий. Ширина шин становить 2,5—3,8 см. Гальм немає, маточина заднього колеса зафіксована нерухомо. Сідло, завдовжки не більш як 300 мм, а завширшки не більш як 200 мм, зміщене дозаду. Таким чином можна зручно пересуватися, краще втримувати рівновагу й робити стійку на задньому колесі. Ручки керма, що вільно обертається навколо осі, вигнуті догори у формі літери «U», що дає можливість завдавати різких ударів: швидкість лету м'яча досягає 90 км/год. Задля безпеки на ручках керма є насадки з ґуми, дерева або пластику. Ціна такого сучасного велосипеда доходить до 2500 євро.

## Історія розвитку

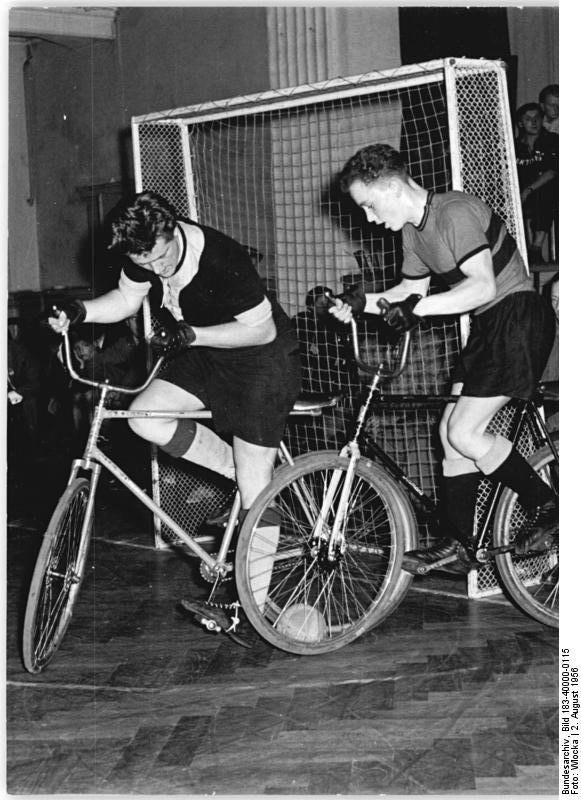
Велоболісти 1956 року.

Родоначальником велоболу став відомий велофігурист німецького походження, уродженець Рочестера (штат Нью-Йорк) Ніколас Едвард Кауфманн. 14 вересня 1893 року разом із ще одним велофігуристом — Джоном Фезерлі він показав у рідному місті нову гру, яка дуже скоро поширилась у США, а відтак і в Європі. Зокрема, 10 березня 1901 берлінці, митці фігурної їзди Пауль і Отто Людерси показали широкій німецькій публіці новий вид спорту.
Міжнародна асоціація велоспорту (International Cycling Union) розвиває велобол і організовує змагання світового масштабу: чемпіонат світу, Кубок Світу. Щороку, зазвичай навесні, відбувається турнір Кубка Європи елітних команд — чемпіонів і призерів національних першостей. Найкраще розвивається велобол у Німеччині, Чехії, Швейцарії, Австрії, Франції, Данії, Японії та Словаччині, де розігрують національні чемпіонати й кубки.
Першість Європи відбулася тричі — з 1927 по 1929 рр., а з 1930-го стали щорічно розігрувати чемпіонат світу. Першими переможцями на ньому стали німці Карл Берндт і Віллі Шайбе. З 2002-го кожного року розігрують Кубок світу (UCI Worldcup) — в турнірі десяти найкращих клубних команд.

## Чемпіонати Європи
| Рік  | Місто-організатор  | Чемпіон Європи                            | 2 місце                                  | 3 місце                                   |
| ---- | ------------------ | ----------------------------------------- | ---------------------------------------- | ----------------------------------------- |
| 1927 | Кельн, Німеччина   | Німеччина Ґеорґ і Вальтер Штольце         | Німеччина Вернер дель Ера і Еміль Шмідт  | Німеччина Вільгельм Шрайбер і Ойґен Блерш |
| 1928 | Дрезден, Німеччина | Німеччина Ґеорґ і Вальтер Штольце         | Німеччина Вальтер Шульце і Вальтер Гаазе | Німеччина Вільгельм Шрайбер і Ойґен Блерш |
| 1929 | Страсбург, Франція | Німеччина Вільгельм Шрайбер і Ойґен Блерш | Німеччина Ґеорґ і Вальтер Штольце        | Не розігрувалося                          |

## Чемпіонати світу
| Рік  | Місто-організатор       | Чемпіон світу                                      | 2 місце                                           | 3 місце                                           |
| ---- | ----------------------- | -------------------------------------------------- | ------------------------------------------------- | ------------------------------------------------- |
| 1930 | Лейпциґ, Німеччина      | Німеччина Карл Берндт і Віллі Шайбе                | Німеччина Ґеорґ Ґребе і Отто Пантле               | Франція Шарль і Філіпп Вайхерт                    |
| 1931 | Берн, Швейцарія         | Німеччина Вільгельм Шрайбер і Ойґен Блерш          | Швейцарія Вальтер Остервальдер і Вальтер Ґаблер   | Франція Шарль і Філіпп Вайхерт                    |
| 1932 | Страсбурґ, Франція      | Німеччина Вільгельм Шрайбер і Ойґен Блерш          | Швейцарія Вальтер Остервальдер і Вальтер Ґаблер   | Франція Ернст і Рене Гайц                         |
| 1933 | Париж, Франція          | Німеччина Вільгельм Шрайбер і Ойґен Блерш          | Швейцарія Вальтер Остервальдер і Вальтер Ґаблер   | Франція Шарль і Філіпп Вайхерт                    |
| 1934 | Лейпциґ, Німеччина      | Німеччина Вільгельм Шрайбер і Ойґен Блерш          | Швейцарія Вальтер Остервальдер і Вальтер Ґаблер   | Франція Шарль і Філіпп Вайхерт                    |
| 1935 | Антверпен, Бельгія      | Німеччина Вільгельм Шрайбер і Ойґен Блерш          | Швейцарія Вальтер Остервальдер і Вальтер Ґаблер   | Франція Шарль і Філіпп Вайхерт                    |
| 1936 | Цюрих, Швейцарія        | Німеччина Ойґен Блерш і Ґустав Кепінґ              | Швейцарія Вальтер Остервальдер і Вальтер Ґаблер   | Франція Шарль і Філіпп Вайхерт                    |
| 1937 | Відень, Австрія         | Німеччина Вільгельм Шрайбер і Ойґен Блерш          | Швейцарія Вальтер Остервальдер і Вальтер Ґаблер   | Франція Шарль і Філіпп Вайхерт                    |
| 1938 | Страсбурґ, Франція      | Німеччина Ґустав Кепінґ і Карл Шефтер              | Швейцарія Вальтер Остервальдер і Вальтер Ґаблер   | Франція Оґюст Ферран і Альфред Делль              |
| 1946 | Цюрих, Швейцарія        | Швейцарія Вальтер Остервальдер і Вальтер Ґаблер    | Франція Оґюст Ферран і Альфред Делль              | Чехословаччина Ярослав і Ян Новак                 |
| 1947 | Париж, Франція          | Швейцарія Вальтер Остервальдер і Якоб Енґлер       | Чехословаччина Франтішек Седлачек і Богумил Данеш | Бельгія Йозеф Роґґе і Ґастон Давос                |
| 1948 | Прага, Чехословаччина   | Чехословаччина Франтішек Седлачек і Богумил Данеш  | Швейцарія Вальтер Ґебс і Отто Цоллет              | Франція Марсель Аманн і Жорж Ерц                  |
| 1949 | Копенгаген, Данія       | Швейцарія Вальтер Ґебс і Отто Цоллет               | Франція Оґюст Ферран і Жорж Ерц                   | Чехословаччина Франтішек Седлачек і Богумил Данеш |
| 1950 | Льєж, Бельгія           | Швейцарія Вальтер Остервальдер і Руді Брайтенмозер | Франція Марсель Аманн і Жорж Ерц                  | Бельгія Ґустав Так і Альфонс Бултінк              |
| 1951 | Мілан, Італія           | Швейцарія Вальтер Остервальдер і Руді Брайтенмозер | ФРН Віллі і Руді Пензель                          | Франція Марсель Аманн і Оґюст Ферран              |
| 1952 | Мондорф, Люксембург     | Швейцарія Вальтер Остервальдер і Руді Брайтенмозер | ФРН Віллі і Руді Пензель                          | Франція Марсель Аманн і Оґюст Ферран              |
| 1953 | Цюрих, Швейцарія        | Швейцарія Вальтер Остервальдер і Руді Брайтенмозер | ФРН Віллі і Руді Пензель                          | Чехословаччина Франтішек Седлачек і Ярослав Новак |
| 1954 | Кельн, ФРН              | Швейцарія Руді Брайтенмозер і Фріц Флаксман        | ФРН Віллі і Руді Пензель                          | Чехословаччина Франтішек Седлачек і Ярослав Новак |
| 1955 | Мілан, Італія           | ФРН Віллі і Руді Пензель                           | Чехословаччина Франтішек Седлачек і Ярослав Новак | Швейцарія Отто Цоллет і Фріц Флаксман             |
| 1956 | Копенгаген, Данія       | Швейцарія Вальтер Остервальдер і Руді Брайтенмозер | ФРН Віллі і Руді Пензель                          | Чехословаччина Ярослав Новак і Ярослав Бенеш      |
| 1957 | Льєж, Бельгія           | ФРН Віллі і Руді Пензель                           | Швейцарія Вальтер Ґебс і Отто Цоллет              | НДР Ґерд Мартін і Ґергард Деґенкольб              |
| 1958 | Карл-Маркс-Штадт, НДР   | НДР Ґерд Мартін і Ґергард Деґенкольб               | Швейцарія Руді Брайтенмозер і Ґеорґ Лінгард       | Франція Жан Вольф і Рене Беґлен                   |
| 1959 | Штутґарт, ФРН           | ФРН Карл і Оскар Бухгольц                          | НДР Гайнц Шнайдер і Ґергард Ландман               | Чехословаччина Зденек Біма і Любомир Шпахман      |
| 1960 | Мюлуз, Франція          | Швейцарія Адольф і Ервін Обергенслі                | Франція Жан Вольф і Рене Беґлен                   | ФРН Тео Джевіцкі і Ергард Штюбнер                 |
| 1961 | Санкт-Ґаллен, Швейцарія | ФРН Карл і Оскар Бухгольц                          | НДР Ґерд Мартін і Ґергард Деґенкольб              | ЧССР Їндржих Поспішил і Ярослав Свобода           |
| 1962 | Відень, Австрія         | ФРН Карл і Оскар Бухгольц                          | ЧССР Їндржих Поспішил і Ярослав Свобода           | Швейцарія Руді Брайтенмозер і Ґеорґ Лінгард       |
| 1963 | Базель, Швейцарія       | ФРН Карл і Оскар Бухгольц                          | Швейцарія Адольф і Ервін Обергенслі               | НДР Ганс і Дітер Штольце                          |
| 1964 | Копенгаген, Данія       | ФРН Карл і Оскар Бухгольц                          | ЧССР Їндржих і Ян Поспішил                        | Франція Жан Вольф і Рене Беґлен                   |
| 1965 | Прага, ЧССР             | ЧССР Їндржих і Ян Поспішил                         | НДР Ґерд Мартін і Еріх Дузін                      | ФРН Вернер Венцель і Ґюнтер Біттендорф            |
| 1966 | Кельн, ФРН              | НДР Ґерд Мартін і Еріх Дузін                       | ФРН Вернер Венцель і Ґюнтер Біттендорф            | ЧССР Їндржих і Ян Поспішил                        |
| 1967 | Баден, Швейцарія        | ФРН Вернер Венцель і Ґюнтер Біттендорф             | ЧССР Їндржих і Ян Поспішил                        | НДР Еріх Дузін і Еріх Емде                        |
| 1968 | Кассель, ФРН            | ЧССР Їндржих і Ян Поспішил                         | НДР Ганс і Дітер Штольце                          | ФРН Вернер Венцель і Ґюнтер Біттендорф            |
| 1969 | Ерфурт, НДР             | ЧССР Їндржих і Ян Поспішил                         | ФРН Вольфґанґ Флакус і Клаус Бернайс              | НДР Еріх Дузін і Еріх Емде                        |
| 1970 | Острава, ЧССР           | ЧССР Їндржих і Ян Поспішил                         | ФРН Вольфґанґ Флакус і Клаус Бернайс              | Швейцарія Пауль Обергенслі і Ґеорґ Майле          |
| 1971 | Баден, Швейцарія        | ЧССР Їндржих і Ян Поспішил                         | ФРН Вольфґанґ Флакус і Клаус Бернайс              | Швейцарія Петер Чопп і Бруно Мозер                |
| 1972 | Оффенбурґ, ФРН          | ЧССР Їндржих і Ян Поспішил                         | ФРН Вольфґанґ Флакус і Клаус Бернайс              | Швейцарія Єрґ Остервальдер і Ганс-Петер Маурер    |
| 1973 | Відень, Австрія         | ЧССР Їндржих і Ян Поспішил                         | ФРН Вольфґанґ Флакус і Клаус Бернайс              | Швейцарія Петер Чопп і Ремо Штюбі                 |
| 1974 | Герлен, Голландія       | ЧССР Їндржих і Ян Поспішил                         | ФРН Вольфґанґ Флакус і Клаус Бернайс              | Швейцарія Пауль Обергенслі і Ґеорґ Майле          |
| 1975 | Гент, Бельгія           | ЧССР Їндржих і Ян Поспішил                         | ФРН Вольфґанґ Флакус і Клаус Бернайс              | Швейцарія Пауль Обергенслі і Ґеорґ Майле          |
| 1976 | Мюнстер, ФРН            | ЧССР Їндржих і Ян Поспішил                         | ФРН Вольфґанґ Флакус і Клаус Бернайс              | Швейцарія Пауль Обергенслі і Ґеорґ Майле          |
| 1977 | Брно, ЧССР              | ЧССР Їндржих і Ян Поспішил                         | ФРН Гартмут Рецлафф і Райнер Вілль                | Швейцарія Беат Вебер і Бруно Мозер                |
| 1978 | Гернінґ, Данія          | ЧССР Їндржих і Ян Поспішил                         | Швейцарія Пауль Обергенслі і Ґеорґ Майле          | ФРН Ервін Шміт і Клаус Шнайдер                    |
| 1979 | Шильтиґгайм, Франція    | ЧССР Їндржих і Ян Поспішил                         | Швейцарія Пауль Обергенслі і Єрґ Остервальдер     | Бельгія Ерік Так і Данієль Ван де Вельде          |
| 1980 | Мелін, Швейцарія        | ЧССР Їндржих і Ян Поспішил                         | Швейцарія Пауль Обергенслі і Єрґ Остервальдер     | ФРН Гартмут Рецлафф і Томас Штайнмайєр            |
| 1981 | Герлен, Голландія       | ЧССР Їндржих і Ян Поспішил                         | Швейцарія Пауль Обергенслі і Єрґ Остервальдер     | ФРН Ервін Шмітт і Клаус Шнайдер                   |
| 1982 | Вісбаден, ФРН           | ( ФРН Андреас і Томас Штайнмайєр                   | ЧССР Їндржих і Ян Поспішил                        | Швейцарія Маркус і Луїджі Фої                     |
| 1983 | Відень, Австрія         | ФРН Андреас і Томас Штайнмайєр                     | ЧССР Їндржих і Ян Поспішил                        | Швейцарія Петер Керн і Мартін Цінзер              |
| 1984 | Шильтиґгайм, Франція    | ЧССР Їндржих і Ян Поспішил                         | Швейцарія Пауль Обергенслі і Єрґ Остервальдер     | ФРН Андреас і Томас Штайнмайєр                    |
| 1985 | Санкт-Ґаллен, Швейцарія | ЧССР Їндржих і Ян Поспішил                         | ФРН Андреас і Томас Штайнмайєр                    | Швейцарія Пауль Обергенслі і Єрґ Остервальдер     |
| 1986 | Генк, Бельгія           | ЧССР Їндржих і Ян Поспішил                         | ФРН Юрґен і Вернер Кінґ                           | Швейцарія Петер Керн і Мартін Цінзер              |
| 1987 | Гернінґ, Данія          | ЧССР Їндржих і Ян Поспішил                         | ФРН Юрґен і Вернер Кінґ                           | Австрія Андреас Беш і Манфред Шнайдер             |
| 1988 | Людвіґсгафен, ФРН       | ЧССР Їндржих і Ян Поспішил                         | ФРН Манфред Ґайлерт і Франк Мюллер                | Австрія Андреас Беш і Гернот Фонтайн              |
| 1989 | Герлен, Голландія       | ЧССР Мирослав Берґер і Мирослав Кратохвіл          | ФРН Юрґен і Вернер Кінґ                           | Австрія Андреас Беш і Манфред Шнайдер             |
| 1990 | Бреґенц, Австрія        | ФРН Андреас і Томас Штайнмайєр                     | ЧССР Мирослав Берґер і Мирослав Кратохвіл         | Швейцарія Андреас Мецґер і Уллі Зутер             |
| 1991 | Брно, ЧСФР              | Німеччина Юрґен і Вернер Кінґ                      | Швейцарія Петер Керн і Марсель Боссгарт           | Бельгія Люк Моттет і Руді Ковент                  |
| 1992 | Цюрих, Швейцарія        | Німеччина Юрґен і Вернер Кінґ                      | Швейцарія Петер Керн і Марсель Боссгарт           | ЧСФР Мирослав Берґер і Мирослав Кратохвіл         |
| 1993 | Гонконг                 | Швейцарія Петер Керн і Марсель Боссгарт            | Австрія Марко Шаллерт і Райнгардт Шнайдер         | Німеччина Юрґен і Вернер Кінґ                     |
| 1994 | Саарбрюкен, Німеччина   | Німеччина Юрґен і Вернер Кінґ                      | Чехія Мирослав Берґер і Мирослав Кратохвіл        | Швейцарія Петер Керн і Марсель Боссгарт           |
| 1995 | Епіналь, Франція        | Швейцарія Петер Керн і Марсель Боссгарт            | Чехія Мирослав Берґер і Мирослав Кратохвіл        | Бельгія Люк Моттет і Руді Ковент                  |
| 1996 | Джохор-Бару, Малайзія   | Швейцарія Петер Керн і Марсель Боссгарт            | Німеччина Міхаель і Сандро Ломушо                 | Австрія Рудольф Бем і Герберт Пішл                |
| 1997 | Вінтертур, Швейцарія    | Швейцарія Петер Керн і Марсель Боссгарт            | Чехія Павел Шмід і Олдржих Ґрох                   | Австрія Андреас Беш і Гернот Фонтайн              |
| 1998 | Пршеров, Чехія          | Німеччина Єрґ Латцель і Карстен Горманн            | Чехія Мирослав Берґер і Мирослав Кратохвіл        | Австрія Марко Шаллерт і Дітмар Шнайдер            |
| 1999 | Мадейра, Португалія     | Швейцарія Петер Їржічек і Крістоф Гаурі            | Австрія Марко Шаллерт і Дітмар Шнайдер            | Чехія Павел Шмід і Петр Скотак                    |
| 2000 | Беблінґен, Німеччина    | Німеччина Міхаель і Сандро Ломушо                  | Швейцарія Петер Їржічек і Ганс-Петер Флаксманн    | Австрія Марко Шаллерт і Дітмар Шнайдер            |
| 2001 | Каседа, Японія          | Німеччина Міхаель і Сандро Ломушо                  | Австрія Марко Шаллерт і Дітмар Шнайдер            | Чехія Павел Шмід і Петр Скотак                    |
| 2002 | Дорнбірн, Австрія       | Швейцарія Петер Їржічек і Пауль Лозер              | Австрія Марко Шаллерт і Райнгард Шнайдер          | Чехія Павел Шмід і Петр Скотак                    |
| 2003 | Шильтиґгайм, Франція    | Чехія Мирослав Берґер і Їржі Грдлічка              | Швейцарія Петер Їржічек і Поль Лозер              | Австрія Райнгард Шнайдер і Андреас Лубец          |
| 2004 | Тата, Угорщина          | Чехія Павел Шмід і Петр Скотак                     | Швейцарія Петер Їржічек і Поль Лозер              | Австрія Сімон Кеніґ і Дітмар Шнайдер              |
| 2005 | Фрайбурґ, Німеччина     | Німеччина Майк і Стів Пфаффенберґер                | Чехія Мирослав Берґер і Їржі Грдлічка             | Австрія Сімон Кеніґ і Дітмар Шнайдер              |
| 2006 | Хемніц, Німеччина       | Німеччина Томас Абель і Крістіан Гесс              | Чехія Їржі Бем і Їржі Грдлічка                    | Австрія Сімон Кеніґ і Дітмар Шнайдер              |
| 2007 | Вінтертур, Швейцарія    | Німеччина Томас Абель і Крістіан Гесс              | Австрія Мартін Лінґ і Маркус Брель                | Швейцарія Петер Їржічек і Тімо Райген             |
| 2008 | Дорнбірн, Австрія       | Чехія Радим Гасон і Їржі Грдлічка                  | Німеччина Томас Абель і Крістіан Гесс             | Австрія Сімон Кеніґ і Дітмар Шнайдер              |
| 2009 | Тавіра, Португалія      | Швейцарія Петер Їржічек і Марсель Вальдішпюль      | Німеччина Маттіас Кеніґ і Уве Бернер              | Австрія Сімон Кеніґ і Дітмар Шнайдер              |
| 2010 | Штутґарт, Німеччина     | Німеччина Маттіас Кеніґ і Уве Бернер               | Швейцарія Петер Їржічек і Марсель Вальдішпюль     | Австрія Патрік Шнетцер і Дітмар Шнайдер           |
| 2011 | Каґосіма, Японія        | Австрія Патрік Шнетцер і Дітмар Шнайдер            | Швейцарія Роман Шнайдер і Домінік Планцер         | Німеччина Роман Мюллер і Марко Россман            |
| 2012 | Ашаффенбурґ, Німеччина  | Швейцарія Роман Шнайдер і Домінік Планцер          | Австрія Патрік Шнецер і Дітмар Шнайдер            | Німеччина Єнс Кріхбаум і Марко Россман            |
| 2013 | Базель, Швейцарія       | Австрія Маркус Брелль і Патрік Шнецер              | Німеччина Марко Россманн і Єнс Кріхбаум           | Швейцарія Домінік Планцер і Роман Шнайдер         |
| 2014 | Брно, Чехія             | Австрія Маркус Брелль і Патрік Шнецер              | Швейцарія Домінік Планцер і Роман Шнайдер         | Чехія Павел Шмід і Петр Скотак                    |
| 2015 | Йогор-Бару, Малайзія    | Австрія Маркус Брелль і Патрік Шнецер              | Швейцарія Домінік Планцер і Роман Шнайдер         | Франція Бенжамен Меєр і Кентен Зайфрід            |
| 2016 | Штутґарт, Німеччина     | Австрія Маркус Брелль і Патрік Шнецер              | Швейцарія Домінік Планцер і Роман Шнайдер         | Німеччина Ґергард Младі і Бернд Младі             |
| 2017 | Дорнбірн Австрія        | Німеччина Ґергард Младі і Бернд Младі              | Австрія Маркус Брелль і Патрік Шнецер             | Швейцарія Домінік Планцер і Роман Шнайдер         |
| 2018 | Льєж, Бельгія           | Австрія Маркус Брелль і Патрік Шнецер              | Німеччина Ґергард Младі і Бернд Младі             | Швейцарія Пауль Лоозер і Роман Шнайдер            |
| 2019 | Базель, Швейцарія       | Австрія Маркус Брелль і Патрік Шнецер              | Німеччина Ґергард Младі і Бернд Младі             | Чехія Їржі Грдлічка і Павел Лоскот                |

## Розіграші Кубка світу
| Рік  | Місце і дата проведения турніру | Переможець змагання                             | 2 місце                                         | 3 місце                                            |
| ---- | ------------------------------- | ----------------------------------------------- | ----------------------------------------------- | -------------------------------------------------- |
| 2002 | Беблінґен 08.02.2003            | Гехст (Марко Шаллерт і Райнгард Шнайдер)        | Брно-2 (Мирослав Берґер і Їржі Грдлічка)        | Брно-1 (Павел Шмід і Петр Скотак)                  |
| 2003 | Фрідріхсгафен 07.02.2004        | Брно-2 (Мирослав Берґер і Їржі Грдлічка)        | Вінтертур (Петер Їржічек і Пауль Лозер)         | Едерслебен (Майк і Стів Пфаффенберґер)             |
| 2004 | Бесвайлер 12.03.2005            | Занґергаузен (Майк і Стів Пфаффенберґер)        | Брно-1 (Павел Шмід і Петр Скотак)               | Брно-2 (Мирослав Берґер і Їржі Грдлічка)           |
| 2005 | Обер-Ольм 01.04.2006            | Гехст-1 (Сімон Кеніґ і Дітмар Шнайдер)          | Вінтертур (Петер Їржічек і Пауль Лозер)         | Брно-2 (Мирослав Берґер і Їржі Грдлічка)           |
| 2006 | Брно 10.03.2007                 | Ґехтсгайм (Томас Абель і Крістіан Гесс)         | Брно-1 (Павел Шмід і Їржі Бем)                  | Брно-2 (Мирослав Берґер і Їржі Грдлічка)           |
| 2007 | Дорнбірн 08.03.2008             | Альтдорф (Роман Шнайдер і Домінік Планцер)      | Ґехтсгайм (Томас Абель і Крістіан Гесс)         | Еберштадт (Гольґер і Єнс Кріхбаум)                 |
| 2008 | Офтрінґен 14.03.2009            | Ґертрінґен (Маттіас Кеніґ і Уве Бернер)         | Вінтертур (Петер Їржічек і Марсель Вальдішпюль) | Гехст-1 (Сімон Кеніґ і Дітмар Шнайдер)             |
| 2009 | Хемніц 13.03.2010               | Альтдорф (Роман Шнайдер і Домінік Планцер)      | Еренберґ (Ріко Радеман і Майк Пфаффенберґер)    | Гехст-1 (Сімон Кеніґ і Флоріан Фішер)              |
| 2010 | Отроковіце 04.12.2010           | Ґертрінґен (Маттіас Кеніґ і Уве Бернер)         | СК Світавка (Радим Гасон і Їржі Грдлічка)       | Гінсгайм (Марко Россман і Роман Мюллер)            |
| 2011 | Мюхельн 03.12.2011              | Еберштадт (Гольґер і Єнс Кріхбаум)              | Гехст-2 (Патрік Шнетцер і Дітмар Шнайдер)       | Ґертрінґен (Маттіас Кеніґ і Уве Бернер)            |
| 2012 | Занґергаузен 08.12.2012         | Гехст-1 Патрік Шнетцер і Дітмар Шнайдер         | Гехст-2 Сімон Кеніґ і Флоріан Фішер             | Гехст-3 Маркус і Томмі Брелль                      |
| 2013 | Брно 07.12.2013                 | РС Альтдорф (Роман Шнайдер і Домінік Планцер)   | Гехст-2 (Сімон Кеніґ і Флоріан Фішер)           | Гехст-1 (Патрік Шнетцер і Маркус Брелль)           |
| 2014 | Офтрінґен 13.09.2014            | Вінтертур (Петер Їржічек і Марсель Вальдішпюль) | РС Альтдорф (Роман Шнайдер і Домінік Планцер)   | Гехст-2 (Сімон Кеніґ і Флоріан Фішер)              |
| 2015 | Моснанґ                         | РС Альтдорф (Роман Шнайдер і Домінік Планцер)   | Гехст-1 (Патрік Шнетцер і Маркус Брелль)        | Ґертрінґен (Маттіас Кеніґ і Уве Бернер)            |
| 2016 | Вінтертур                       | Гехст-1 (Патрік Шнетцер і Маркус Брелль)        | Гехст-2 (Сімон Кеніґ і Флоріан Фішер)           | Вінтертур (Петер Їржічек і Марсель Вальдішпюль)    |
| 2017 | Вілліх                          | Гехст-1 (Патрік Шнетцер і Маркус Брелль)        | Гехст-2 (Сімон Кеніґ і Флоріан Фішер)           | РВ Штальрос Обернфельд (Андре Копп і Мануель Копп) |
| 2018 | Кляйн-Ґерау                     | Гехст-1 (Патрік Шнетцер і Маркус Брелль)        | Гехст-2 (Сімон Кеніґ і Флоріан Фішер)           | Радшпорт Альтдорф (Роман Шнайдер і Пауль Лоозер)   |

## Цікавинки
- За переказом, на велопрогулянці Нікові Кауфманну на переднє колесо стрибнув мопсик. Щоб самому не впасти й не покалічити собачки, велоакробат спритно відкинув колесом її вбік. Цей випадок нібито й дав ідею створити нову гру з м'ячем.
- Рідні брати — чехи Їндржих Поспішил і Ян Поспішил, виступаючи разом у великому спорті з 1964-го по 1989 рік, двадцять разів ставали чемпіонами на першостях світу. Як на відомі офіційно зареєстровані види спорту, це абсолютний рекорд.